# Jurgens

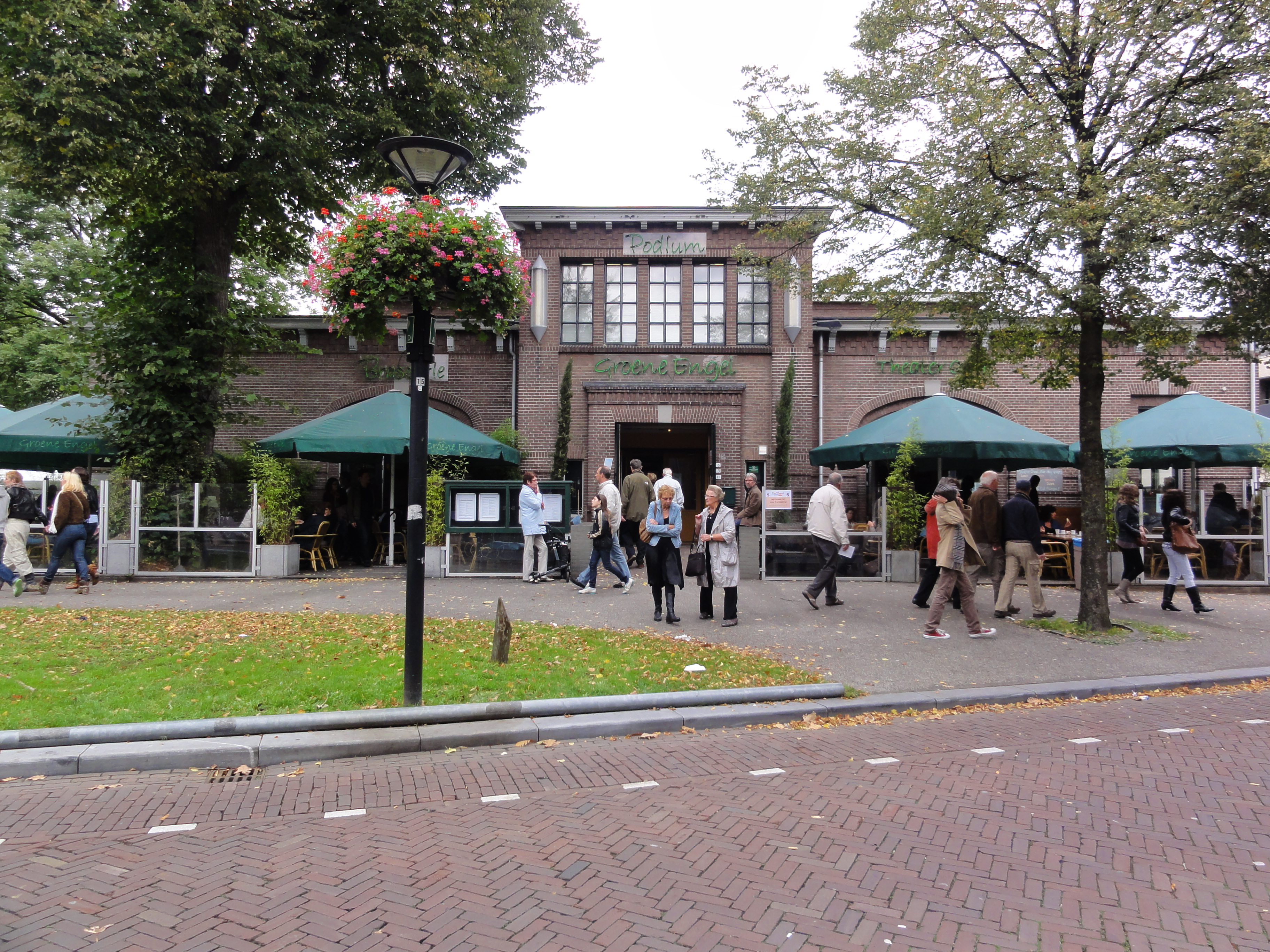
Oude Jurgensfabriek in Oss, nu cultureel centrum

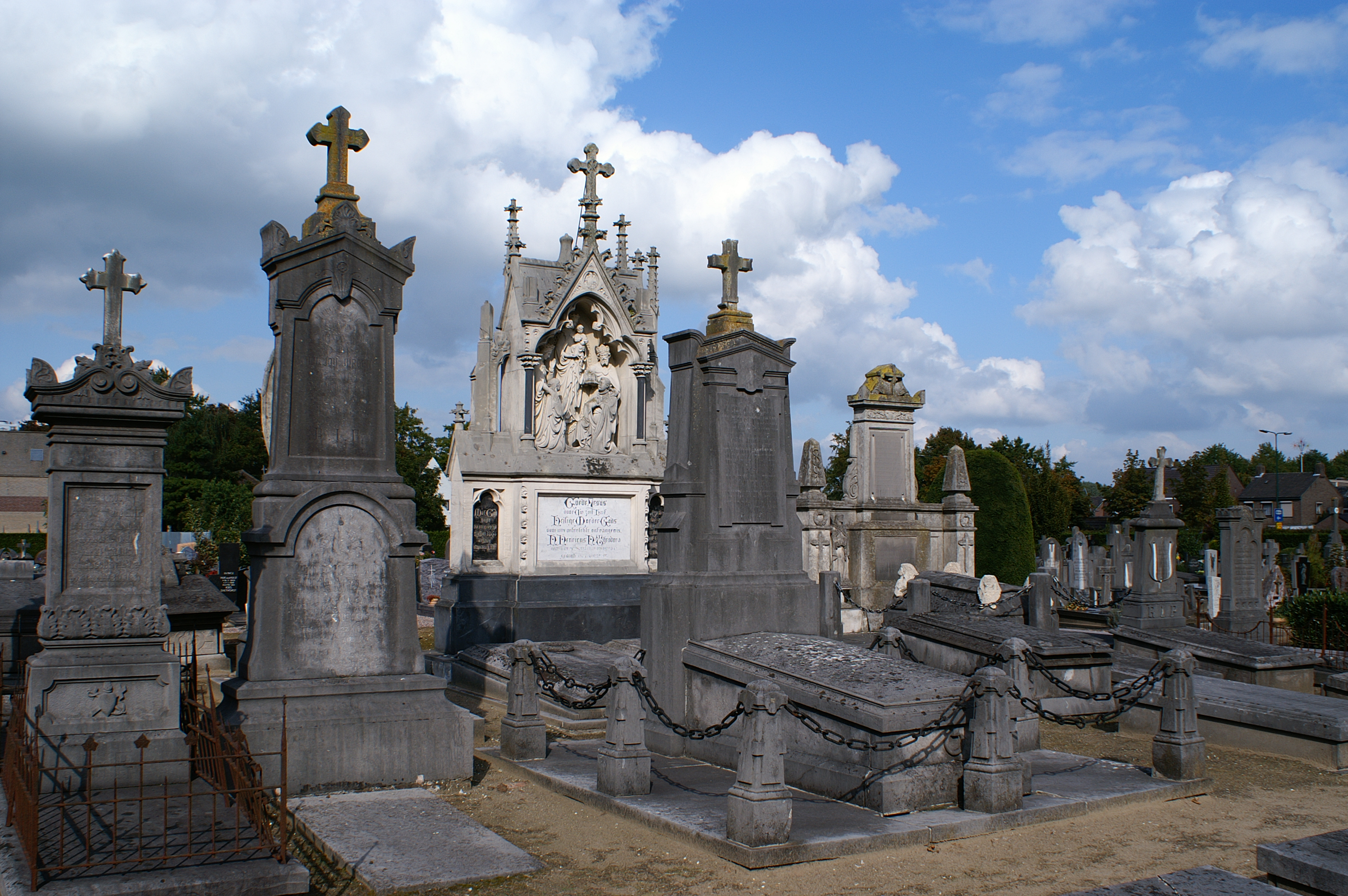
Graven van leden van de familie Jurgens in Oss

Jurgens is een Nederlandse katholieke familie, een geslacht van handelslieden, afkomstig uit Nieuwenhagen. 

## Oorsprong
Gegevens over deze familie gaan terug tot de zeventiende eeuw. Deze familie heeft enkele belangrijke industriëlen voortgebracht die onder meer aan de wieg van het Unilever-concern stonden. 
De voor de industrie relevante geschiedenis begint met Dionysus Jurgens die als marskramer actief was in de omgeving van Aken en 's-Hertogenbosch. Hij had twee zoons, Willem Jurgens (1780-1836) en Leendert Jurgens (1783-1847). Het was Willem die in 1798 voor het eerst Oss bezocht als rondtrekkend handelaar in textielwaren. Hier leerde hij Henrica van Valkenburg (1766-1836) kennen, met wie hij trouwde in 1801.
Wat later kwam ook zijn broer Leendert naar Oss. Hij trouwde in 1808 met Maria van Valkenburg (1770-1857), de zus van Henrica. De familie Van Valkenburg bestond uit welgestelde landbouwers die ook een textielwinkel hadden.
Beide broers bedreven ruilhandel met de boeren. Ze leverden textiel en de boeren betaalden met boter en andere producten. Deze werden via Lithoijen naar Rotterdam en verder naar Engeland en Nederlands-Indië verscheept.
Er ontstond een toenemende vraag naar boter, eerst door de aanwezigheid van de vele militairen tijdens de Belgische Opstand (1830), en later door de toenemende vraag vanuit Engeland, waar de welvaart sterk was toegenomen.

## Boterhandel
De zoons van Willem waren Antoon Jurgens (1805-1880) en Johannes Jurgens (1807-1887). Zij richtten in 1854 de firma Gebr. Jurgens op, die zich op de boterhandel ging toeleggen. Johannes trok zich in 1858 uit de firma terug. Antoon maakte in 1862 een Europese reis en vond nieuwe boterproducenten in Duitsland en Oostenrijk. Deze boter werd door zijn firma naar Engeland vervoerd. Zo ontstond een grote firma in de boterhandel.
Antoon trouwde te Oss op 19 mei 1832 met Johanna Lemmens, geboren in Beugen op 27 augustus 1807, dochter van Arnoldus Ambrosius Lemmens, burgemeester van Beugen en Rijkevoort en Gertrudis van de Voordt. Zij kregen tien kinderen waaronder de zoons Hendrikus Leonardus Jurgens (1840-1888), Johannes Arnoldus Jurgens (1835-1913) en Arnoldus Jurgens (1842-1912). Deze drie broers ontbonden in 1867 de fa. Gebr. Jurgens en richtten, samen met hun vader, de firma Antoon Jurgens op.

## Margarineproductie
In 1871 produceerden ze als eersten ter wereld margarine op industriële schaal, volgens een Frans patent dat ze gekocht hadden. Deze kunstboter was beter houdbaar en kon in grotere hoeveelheden worden geproduceerd. Zij verving echter niet zozeer de boter, als wel de reuzel die door minder draagkrachtige mensen werd gebruikt.
Een van de zoons van Hendrikus was Anton Jurgens (1867-1945) die de firma uitbouwde tot een multinationale onderneming. Vele margarinefabrieken in binnen- en buitenland werden opgekocht. In 1902 werd de firma omgedoopt tot Anton Jurgens' Margarinefabrieken, die in 1927 samen ging met zijn concurrent de Joodse firma Samuel van den Bergh, wat Margarine Unie ging heten. Dit bedrijf fuseerde in 1929 met de Engelse firma Lever Brothers, waaruit Unilever ontstond.